# 劳动周
劳动周，又稱劳动实践课，是中華人民共和國教育部规定大学生必须进行动手操作的课程，属于必修课的一种，為期一周，故稱之為劳动周。
与其他课程不同，劳动周除非大病不得请假，为期一周，在此一批学生停止上课，根据学校的不同，所做的工作包括园林修整、食堂打扫、校园清洁、保卫、书籍整理、厕所清洁、教室清洁、楼道清洁、办公室服务、文档整理等工作。，学校称通过这种劳动，极大的锻炼了学生的动手能力。
劳动周